# Bermudo III av León
Bermudo III av León (ca 1015–4 september 1037) var kung av León från 1028 till sin död 1037. Han var son till Alfonso V av León med hans första fru Elvira Menéndez, och var den siste Astur-Leonesiska dynastin till att härska i kungariket León. Liksom flera av sina föregångare bar han ibland den kejserliga titeln: 1030 framträder han som regni imperii Ueremundo principis; 1029/1032 som imperator domnus Veremudius in Gallecia; och 1034 som regni imperii Veremundus rex Legionensis. Han var ett barn när han efterträdde sin far. År 1034 fördrevs han från tronen av kung Sancho III av Pamplona och tvingades ta sin tillflykt till Galicien. Han återvände till makten, men besegrades och dödades i strid mot sin svåger, Ferdinand av Kastilien, i slaget vid Tamarón.